# La Génisse, la Chèvre, et la Brebis, en société avec le Lion
La Génisse, la Chèvre, et la Brebis, en société avec le Lion est la sixième fable du Livre I des Fables de La Fontaine situé dans le premier recueil des fables, édité pour la première fois en 1665.

## Texte de la fable
La génisse, la chèvre et leur sœur la brebis,

Avec un fier lion, seigneur du voisinage,

Firent société, dit-on, au temps jadis,

Et mirent en commun le gain et le dommage.

Dans les lacs de la chèvre un cerf se trouva pris.

Vers ses associés aussitôt elle envoie.

Eux venus, le lion par ses ongles compta,

Et dit : « Nous sommes quatre à partager la proie. »

Puis en autant de parts le cerf il dépeça,

Prit pour lui la première en qualité de sire :

« Elle doit être à moi, dit-il, et la raison,

C'est que je m'appelle Lion :

À cela l'on n'a rien à dire.

La seconde par droit me doit échoir encor :

Ce droit, vous le savez, c'est le droit du plus fort.

Comme le plus vaillant je prétends la troisième.

Si quelqu'une de vous touche à la quatrième,

Je l'étranglerai tout d'abord. »
— Jean de La Fontaine, Fables de La Fontaine, La Génisse, la Chèvre, et la Brebis, en société avec le Lion

## Illustrations

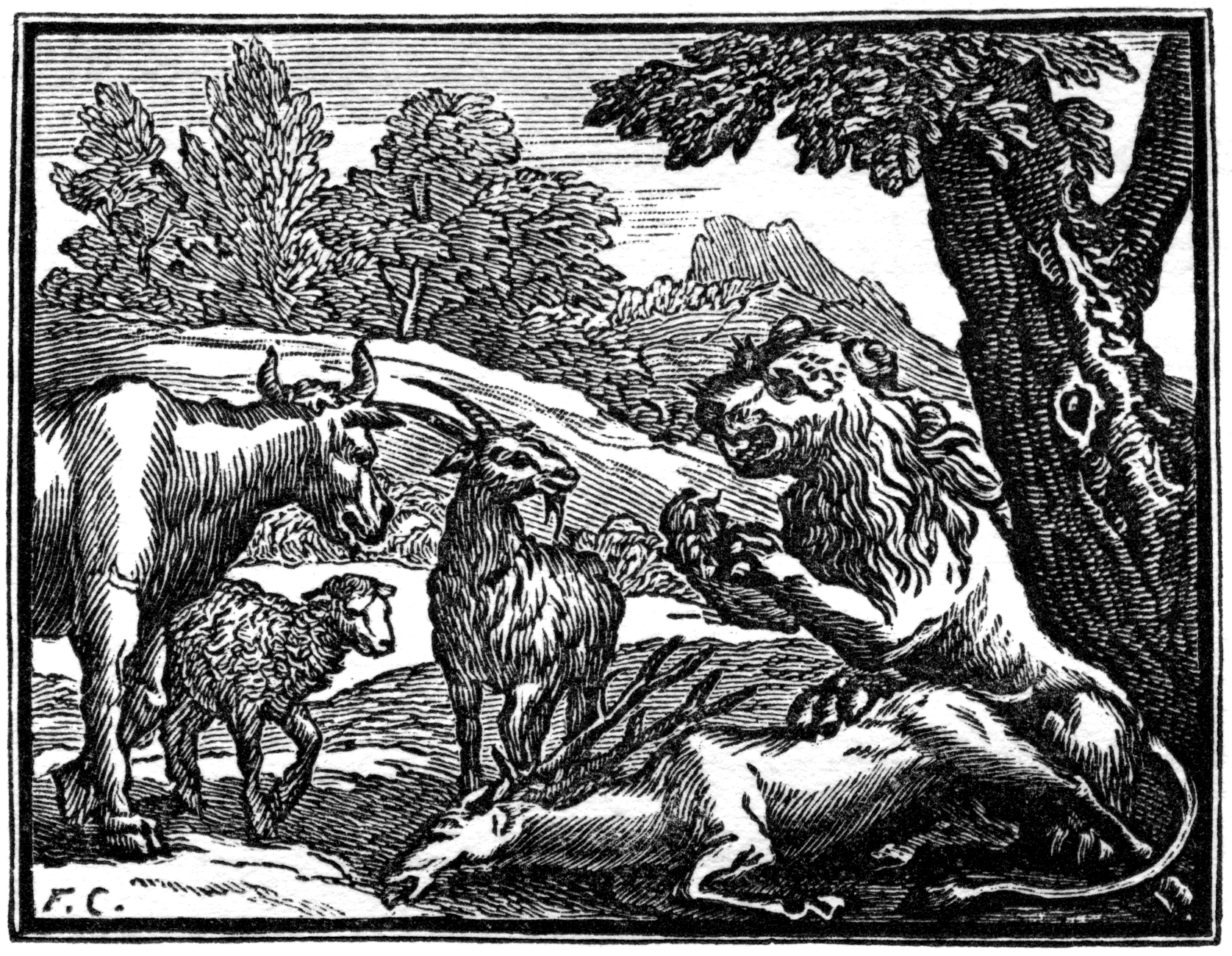
Illustration pour les « Fables choisies mises en vers par M. de la Fontaine », Claude Barbin et Denys Thierry, Paris, 1668.
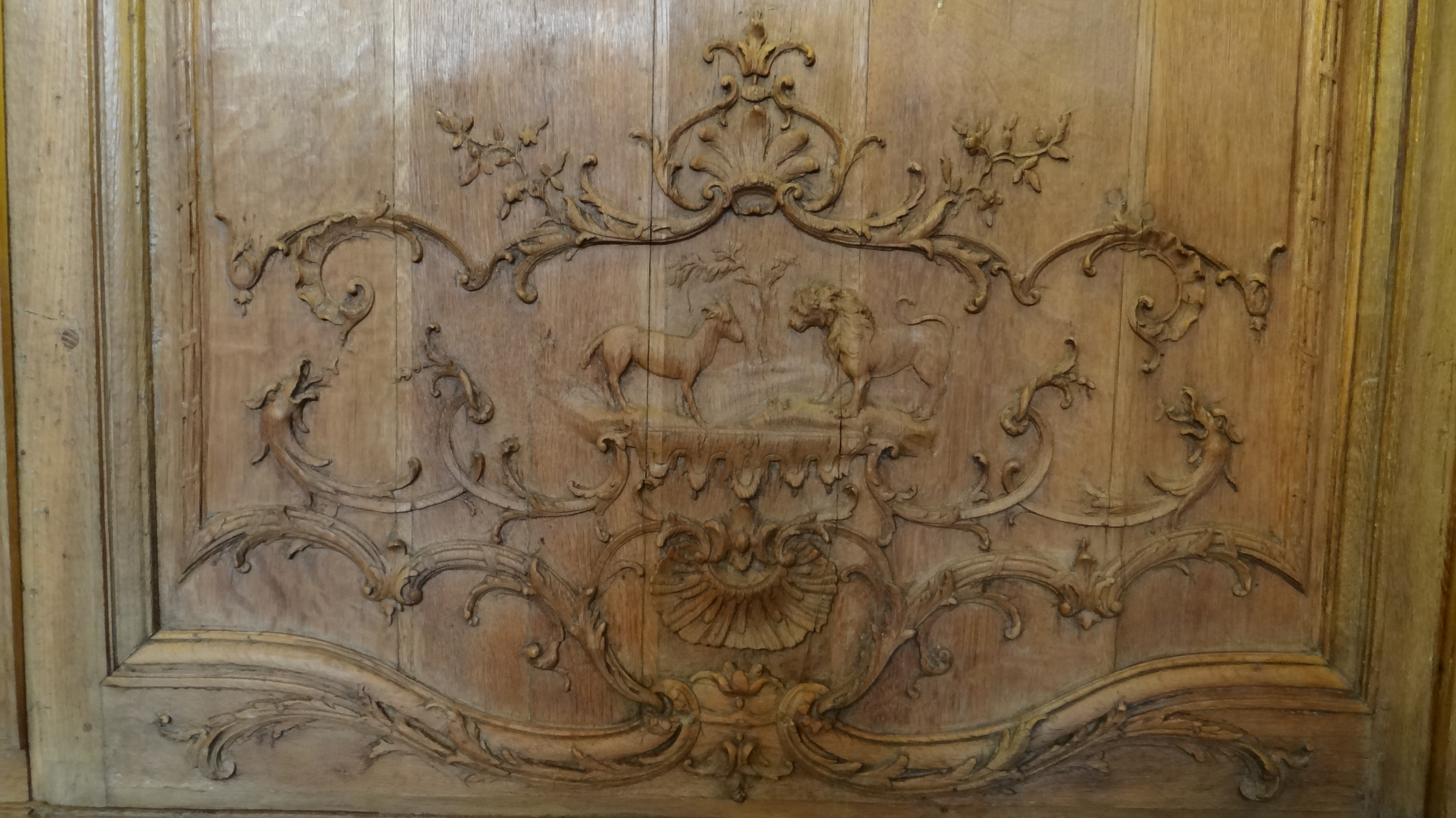
La Brebis, en société avec le Lion, Hôtel de Noirmoutier, Paris.